# بيسمارك آيدان
بيسمارك آيدان (بالإنجليزية: Bismark Idan)‏ (10 أغسطس 1989 بغانا - ) هو لاعب كرة قدم غاني في مركز الهجوم. لعب مع نادي بيريكوم تشيلسي ونادي إيدوبياس يونايتد الجديد ونادي جوزتيبي ونادي ميدياما.

## وصلات خارجية
- بيسمارك آيدان على موقع اتحاد تركيا (لاعب) (الإنجليزية)
- بيسمارك آيدان على موقع قاعدة بيانات كرة القدم.إي يو (الإنجليزية)